# Pruská unie
Pruská unie (německy Kirche der Altpreußischen Union) bylo spojení pruských kalvinistů (reformovaných) a luteránů do tzv. "evangelické Unie" (Evangelische Kirche in Preußen) nařízené pruským králem Fridrichem Vilémem III. v roce 1817.
Tyto dvě hlavní protestantské církve koexistovaly v tehdejším Braniborsku od roku 1617, kdy tehdejší kurfiřt Jan Zikmund konvertoval z luteránství ke kalvinismu, ale většina jeho poddaných zůstala přes jeho plán luterány. Postupem času ale počet kalvinistů narůstal především díky imigrantům z okolních zemí např. z českých zemí, Francie (hugenoti), Nizozemí či Švýcarska.